# ゾンダー Kfz-1
ゾンダー Kfz-1（Sonder-Kfz-1, SK-1）は、ドイツ民主共和国（東ドイツ）で開発された軽戦闘車両である。1953年から1954年頃、兵営人民警察が運用した。シャーシはフェノメーン グラニット 30Kトラックがベースで、重量の増加にあわせた十分な強度を確保するため、リアアクスルにはダブルタイヤと強化スプリングを備える。舗装道路上での運用が想定されていたほか、最大渡河深度は0.82mだった。連絡車両や電話車両などのバリエーションも計画されたが生産には至らなかった。
兵営人民警察から国家人民軍への改組を経て、1950年代半ばからはソビエト連邦製装甲車両の導入が推し進められ、第一線を退いたSK-1は労働者階級戦闘団に払い下げられた。戦闘団では1961年8月13日から始まったベルリンの壁建設の警備の際にSK-1を使用している。